# Projecte Lupresti
El Projecte Lupresti (o Lupresti Project, en anglès) és un projecte de musicoteràpia solidaria liderat per SolRe Percussió i New Wave Percussion per a la Fundació Vicente Ferrer a Anantapur, Índia. El Projecte Lupresti aporta a infants, joves i dones amb risc d'exclusió social eines, recursos i materials per impulsar la seva integració i desenvolupament en comunitat.
Cada estiu, un equip format per percussionistes i especialistes en infants amb diferents perfils de diversitat funcional es desplaça fins a l'Índia per realitzar diversos tallers de percussió a infants, joves i dones amb qui treballa la Fundació Vicente Ferrer.
Aquesta activitat de musicoteràpia utilitza la música en general i la percussió en particular com una eina per treballar la comunicació, autoestima, empoderament i les emocions entre d'altres valors.
El projecte pren forma durant el 2016, essent la primera edició l'estiu del 2017, quan un equip de percussionistes voluntaris va realitzar les primeres sessions de musicoteràpia a infants amb diversitat funcional física i visual.
Hi participen joves, infants i/o dones de diferents col·lectius amb diversitat funcional, en grups d'entre 15 i 25 participants simultanis dirigits per 4 o 5 membres del Projecte Lupresti. Al llarg de les diferents edicions han participat en el Projecte Lupresti més de 400 persones.
Els participants reben un parell de baquetes perquè puguin seguir practicant i aprofundir el seu aprenentatge pel seu compte.

## Objectius
Aquest projecte persegueix diferents objectius.

### Implicació activa
A més dels objectius bàsics treball de la comunicació, integració i autoestima, el Projecte Lupresti permet treballar altres objectius com augmentar la seguretat a través de moviments rítmics, potenciar al màxim les possibilitats de desenvolupament d'infants a través de la memorització de ritmes així com treballar i desenvolupar la creativitat. També busca desenvolupar habilitats de comunicació, cognitives, d'aprenentatge socials i emocionals.
A nivell físic, permet augmentar la percepció auditiva, l'esquema corporal i la presa de consciència d'un mateix. També facilita que els participants adquireixin destreses manuals manipulant instruments alhora que milloren moviments de marxa, coordinació, lateralitat, orientació i equilibri.
Finalment, el Projecte Lupresti es presenta també com un canal per alliberar impulsivitat, ansietat, agressivitat i tensió.

### Mitjà / llarg termini
El projecte està plantejat perquè tingui continuïtat un cop finalitzada l'activitat, de manera que tot el material usat (incloent instruments i baquetes) és donat a la Fundació Vicente Ferrer en finalitzar el taller a l'Índia.
Els participants del taller adquireixen uns coneixements musicals i de percussió que els permet seguir desenvolupant la seva activitat en finalitzar el taller. D'aquesta manera, la música serà un factor clau per al seu desenvolupament personal. Per a això, durant el projecte, l'equip desplaçat forma a varies persones perquè puguin orientar i dirigir als participants de l'activitat i que siguin ells els que realitzen la docència.

### Promoure la construcció d'habitatges
En el conjunt d'activitats i accions que es duen a terme a Catalunya, es recapten fons per finançar la construcció d'habitatges per a famílies sense recursos.

### Difusió
Finalment el projecte ajuda a difondre el Programa de Desenvolupament Integral de la Fundació Vicente Ferrer i sensibilitza sobre les condicions de vida de les comunitats més desafavorides de l'Índia.

## Esdeveniments relacionats
El 19 de març del 2017 es va realitzar a l'auditori d'Illa Fantasia de Vilassar de Dalt la Gala Lupresti, un acte per donar a conèixer el projecte presentat per Àlex Casanovas i que va comptar amb la col·laboració i implicació d'artistes i entitats de renom com Txarango, Blaumut, Judit Neddermann, Tortell Poltrona, Joan Chamorro, Andrea Motis, Capgrossos de Mataró i Els Catarres entre d'altres.
D'altra banda, SolRe Percussió organitza cada any en un municipi diferent la SolRetronada, una trobada multitudinària de grups de percussió que reuneix més de 30 conjunts i que recapta fons per al Projecte Lupresti.